# 组蛋白H1
组蛋白H1（英語：Histone H1）是组成真核细胞染色质的五种主要的组蛋白家族中的一种。尽管这种组蛋白是高度保守的，但在各物种间其序列变异性仍是所有组蛋白中最大的。

## 结构

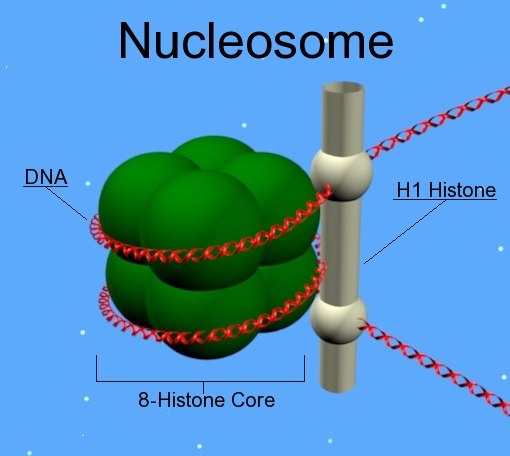
A diagram showing where H1 can be found in the mononucleoses

Metazoan H1蛋白具有中心球状结构域和长的C端的和短的N端的末端尾。H1被涉及将“珠子在串上”子结构包装成高级结构，其细节尚未解决
。

## 功能
与其他组蛋白不同，H1不构成核小体“珠子”。 相反，它坐落在结构的顶部，保持围绕核小体的DNA的位置。H1被存在于其他四种组蛋白的量的一半中，其对每个核小体珠子贡献两个分子。除了与核小体结合之外，H1蛋白与核小体之间的“接头DNA”（长度为约20-80个核苷酸）区结合，有助于稳定曲折的30nm染色质纤维。

## 参阅
- 核小體
- 染色质
- 組織蛋白
- 其他涉及染色质的組織蛋白
  - H2A（英语：Histone H2A）
  - H2B（英语：Histone H2B）
  - H3（英语：Histone H3）
  - H4（英语：Histone H4）